# Nancy-sur-Cluses
Nancy-sur-Cluses là một xã trong tỉnh Haute-Savoie thuộc vùng Rhône-Alpes đông nam Pháp.